# کارلا مارتینس
کارلا مارتینس (اسپانیایی: Karla Martínez‎؛ زادهٔ ۱۱ مهٔ ۱۹۷۶) مجری تلویزیون اهل مکزیک است.
از فیلم‌ها یا برنامه‌های تلویزیونی که وی در آن نقش داشته‌است، می‌توان به فردیناند اشاره کرد.